# La consagración de Napoleón
La consagración (en francés Le Sacre de Napoleón) es una pintura de Jacques-Louis David, pintor oficial de Napoleón Bonaparte realizada entre 1805 y 1809. El cuadro tiene unas dimensiones de 629 x 979 cm y se conserva en el Museo del Louvre de París, Francia, si bien existe una réplica posterior en el Palacio de Versalles. La coronación y la consagración tuvieron lugar en Notre Dame de París, una manera para Napoleón de poner de manifiesto que era un hijo de la Revolución: designaba la capital como el centro político, administrativo y cultural de Francia.

## Historia
La obra fue encargada oralmente por Napoleón I en septiembre de 1804. David comienza su realización el 21 de diciembre de 1804 en la antigua capilla del colegio de Cluny, cerca de la Sorbona, que le sirve de taller. Asistido por su alumno Georges Rouget, le da el último toque en noviembre de 1807. Del 7 de febrero al 21 de marzo de 1808, se expone la obra en el Salón de pintura anual; en 1810, se presenta al concurso de los premios decenales. El cuadro sigue siendo la propiedad de David hasta 1819, año en que se cede a los museos reales. Estos lo almacenan en reserva hasta 1837. Se instala entonces en la sala de la Consagración del museo histórico del castillo de Versalles por orden del rey Luis-Felipe. En 1889, es enviado al museo del Louvre, y sustituido en Versalles por una réplica tardía autógrafa del pintor.

## Contexto

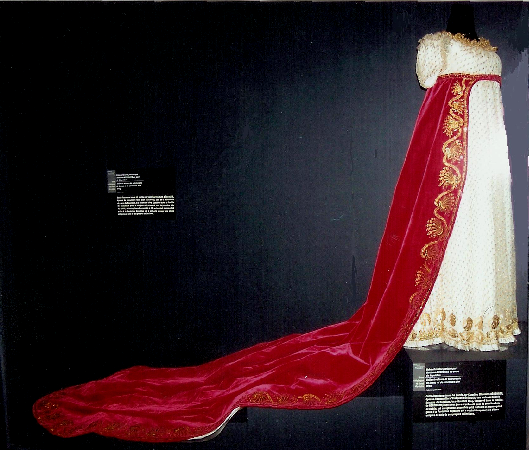
Vestido de Josefina Bonaparte durante la coronación de Napoleón, una réplica de mediados del.

Napoleón Bonaparte dirige Francia desde 1799 como Primer cónsul. Impuso por etapas un fuerte poder personal. El régimen se hace aceptar por medio de  plebiscitos.

## Composición
El cuadro está recorrido por varias líneas directrices y respeta las normas del neoclasicismo. Una de las principales es la que pasa por la cruz y que tiene una orientación vertical. Todas las miradas parecen converger hacia Napoleón que está en el centro de la composición. Un eje diagonal va del papa a la emperatriz.

## Personajes

### La representación de la ceremonia

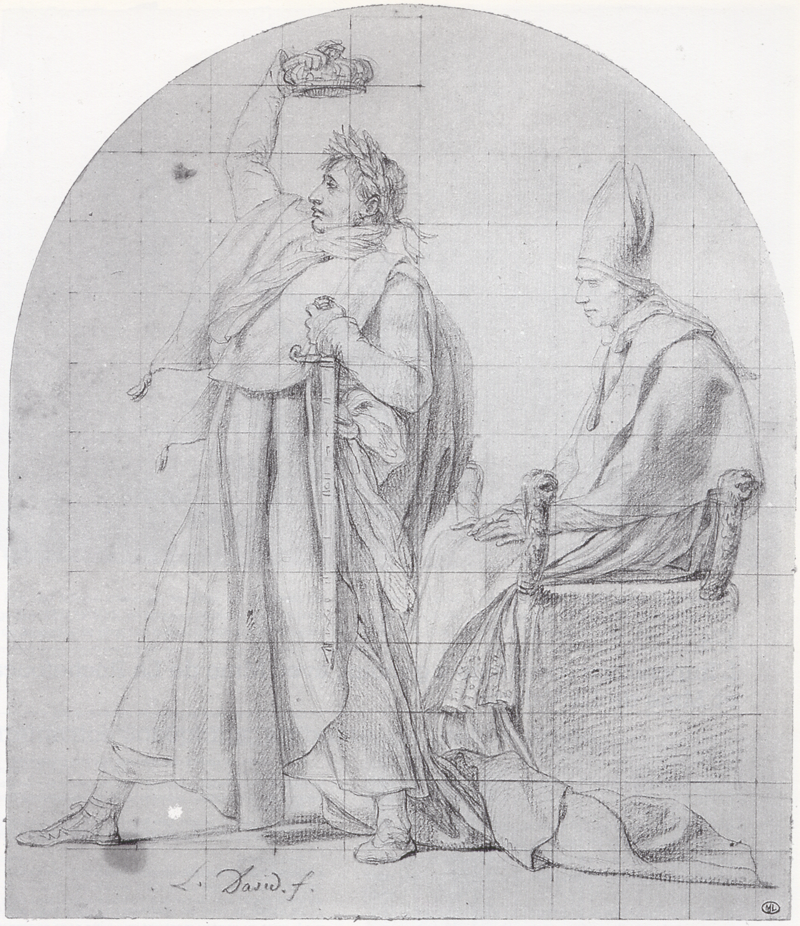
El emperador Napoleon se corona a sí mismo. Dibujo de David, conservado en el Louvre.

La escena se desarrolla el 2 de diciembre de 1804, en la catedral de Notre Dame de París. Napoleón se distancia aquí del protocolo de la monarquía de antiguo régimen y quiere romper con la herencia de la Casa de Borbón. Sin embargo, los distintos objetos recuerdan los símbolos reales: están presentes la corona y el cetro. El emperador es consagrado por la gracia de Dios, pero su coronación por mano propia simboliza su derecho a la corona por la voluntad del pueblo. En efecto, Napoleón nunca "arrebató" la corona de manos del papa, según el mito inventado por Adolfo Thiers y repetido erróneamente desde entonces. Este gesto estaba previsto en los preparativos oficiales y había sido aprobado por el papa. 
El decorado arcaizante, el globo crucífero y la corona de laurel indican la fascinación de Napoleón a la vez por el imperio carolingio y el  imperio romano. La presencia de altos dignatarios así como de la familia Bonaparte son los apoyos del nuevo régimen. Componen a la nueva nobleza de imperio (oficialmente fundado en 1808), de una nobleza basada en el mérito. Napoleón restablece una corte con una  etiqueta y reside en los palacios de la monarquía francesa (Tullerías).

### Los protagonistas

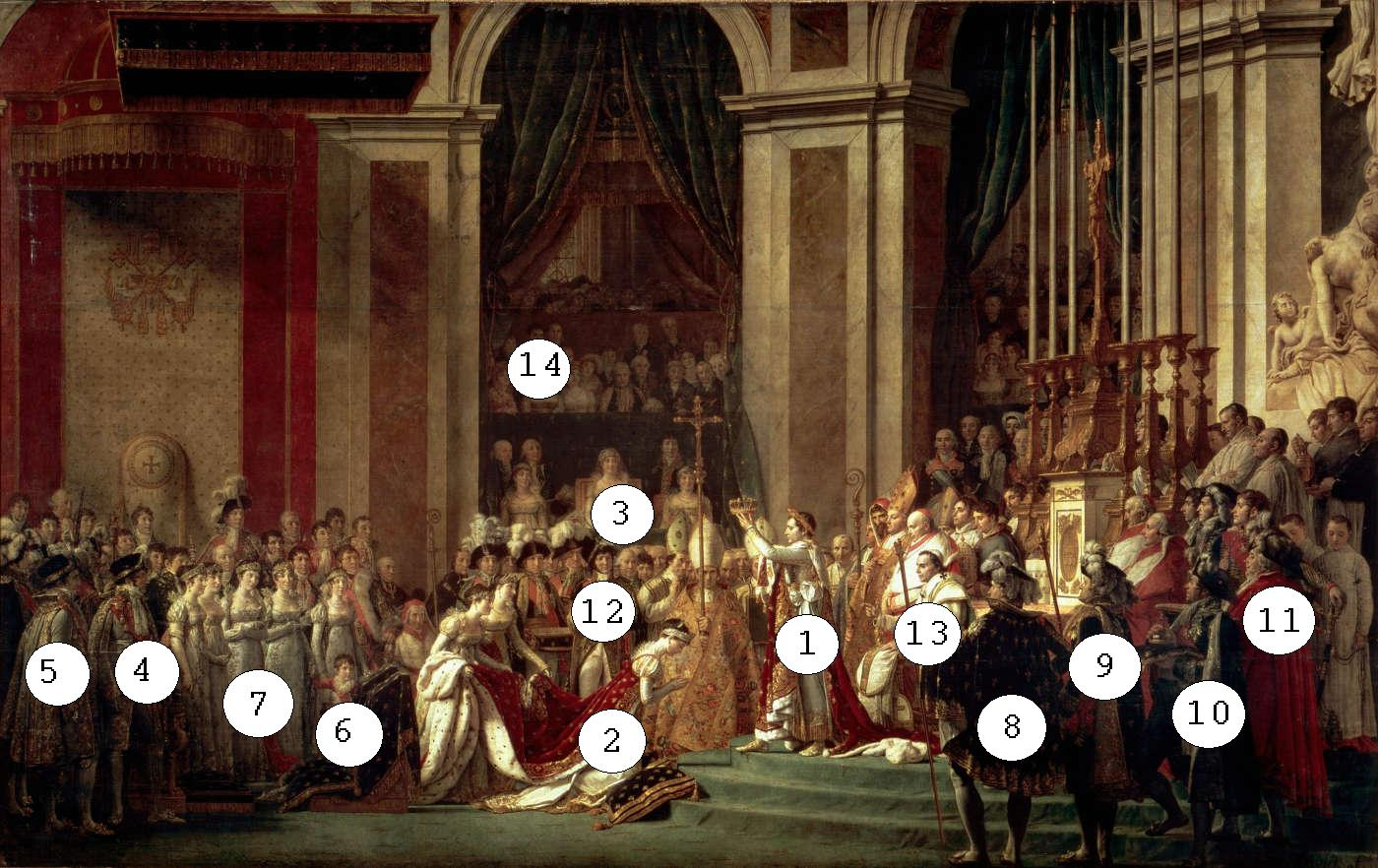
Los protagonistas de la escena.

1. Napoleón I (1769-1821) está de pie; él es el único protagonista de la escena, los otros no son más que espectadores pasivos.
2. Josefina de Beauharnais (1763-1814): se arrodilla, en posición de sumisión, como preconiza el Código civil francés. Recibe la corona de las manos de su marido, no del papa.
3. Maria Letizia Ramolino (1750-1836), madre de Napoleón, ha sido colocada en las tribunas por el pintor. Ocupa un lugar más importante que el papa. Realmente, no asistió a la ceremonia para protestar por la desavenencia de Napoleón con su hermano Luciano. El padre de Napoleón, Carlo Buonaparte murió en 1785. Maria Letizia pidió al pintor que le asignara un lugar de honor. En 1808, cuando Napoleón descubrió la tela acabada en el taller de David, quedó arrebatado, y ofreció toda su gratitud al pintor que había sabido rendir homenaje para la posteridad al afecto que profesaba a una mujer que compartía con él la carga de su función.
4. Luis Bonaparte (1778-1846); al principio del imperio, recibió el título de gran condestable. Rey de Holanda en 1806. Se casó con Hortensia de Beauharnais, la hija de Josefina.
5. José Bonaparte (1768-1844): tras la coronación, recibió el título de príncipe imperial. Luego fue rey de Nápoles en 1806 y de España en 1808.
6. El joven Napoleón Carlos Bonaparte (1802-1807), hijo de Luis Bonaparte y de Hortensia de Beauharnais.
7. Las hermanas de Napoleón
8. Charles-François Lebrun (1739-1824): tercer cónsul junto a Napoleón Bonaparte y Cambacérès (1799-1804). Bajo el Primer Imperio, ocupa el lugar príncipe-architesorero. Tiene el cetro.
9. Jean-Jacques-Régis de Cambacérès (1753-1824): príncipe-archicanciller del Imperio. Tiene la mano de justicia.
10. Louis-Alexandre Berthier (1753-1815): Ministro de la Guerra bajo el Consulado, luego mariscal de Imperio en 1805. Tiene el orbe (globo con la cruz).
11. Talleyrand (1754-1836): gran chambelán desde el 11 de julio de 1804.
12. Joaquín Murat (1767-1815): mariscal de imperio, rey de Nápoles después 1808, cuñado de Napoleón y esposo de Carolina Bonaparte.
13. El papa Pío VII (1742-1823) se limita a bendecir la coronación. Se rodea por los dignatarios eclesiásticos (junto a él se encuentra el cardenal legado Giovanni Battista Caprara), nombrados por Napoleón desde el Concordato. Con el fin de no comprometer el nuevo equilibrio entre la Iglesia y el Estado, el papa aceptó bien que mal asistir a la coronación, lo que David representa claramente en el cuadro: se reconoce a algunos obispos con sus mitras y, en el primer plano, al arzobispo de París llevando una cruz en la mano. Pío VII es apenas visible, sentado detrás de Napoleón, su mano derecha en un gesto de bendición. No lleva ni mitra ni tiara, sino el pallium sobre los hombros, esta banda de lana blanca bordada de seis cruces negras que era uno de los atributos de la soberanía de los metropolitanos de la Iglesia romana. Gracias a eso se le identifica. Antes de la ceremonia, el papa bendijo a la pareja imperial después de haber esperado dos horas en el edificio helado: el emperador quería absolutamente hacer comprender al Soberano Pontífice que estaba a sus órdenes en adelante. Napoleón tuvo no obstante que hacer concesiones, o al menos velar porque su función, por imposible que eso pareciera, fuese compatible con los ideales de 1789. La ceremonia de la coronación se desarrolló pues en dos tiempos, uno religioso, el otro republicano. Por ello después de haber puesto la corona, Napoleón prestó el juramento constitucional: « Je jure de maintenir l’intégrité du territoire de la République » (Juro mantener la integridad del territorio de la República). Napoleón, emperador por la gracia de Dios y de la constitución de la República.
14. El pintor Jacques-Louis David se encuentra en las tribunas.

## Los testimonios
He aquí lo que dice la Sra. de Rémusat (extractos de Memorias de la Sra. de Rémusat, volumen 2, 1881), amiga de Josefina de Beauharnais:

Hubo en primer lugar grandes debates sobre la coronación particular del emperador." La primera idea era que el papa le colocaría la corona con sus propias manos; pero Bonaparte se negaba a la idea de recibirla de él. Se determinó finalmente que el propio emperador se coronaría y que el papa daría solamente su bendición [... ] Llegado a Notre Dame, el emperador permaneció algún tiempo en el arzobispado para revestir sus grandes ropas que parecían aplastarlo un poco. Su pequeño tamaño se fundía bajo su enorme manto de armiño. Una simple corona de laurel ceñía su cabeza; se asemejaba a una medalla antigua. Pero tenía una extrema palidez, verdaderamente emocionado y con la mirada turbia. Después de haberse coronado él mismo, Napoleón corona a Josefina. El momento en que se coronó a la emperatriz excitó un movimiento general de admiración. Ella marchó bien hacia el altar, se arrodilló de una manera tan elegante y tan simple que este acto satisfizo todas las miradas [... ] el papa durante toda la ceremonia tuvo un poco siempre el aire de una víctima resignada, pero resignada noblemente.

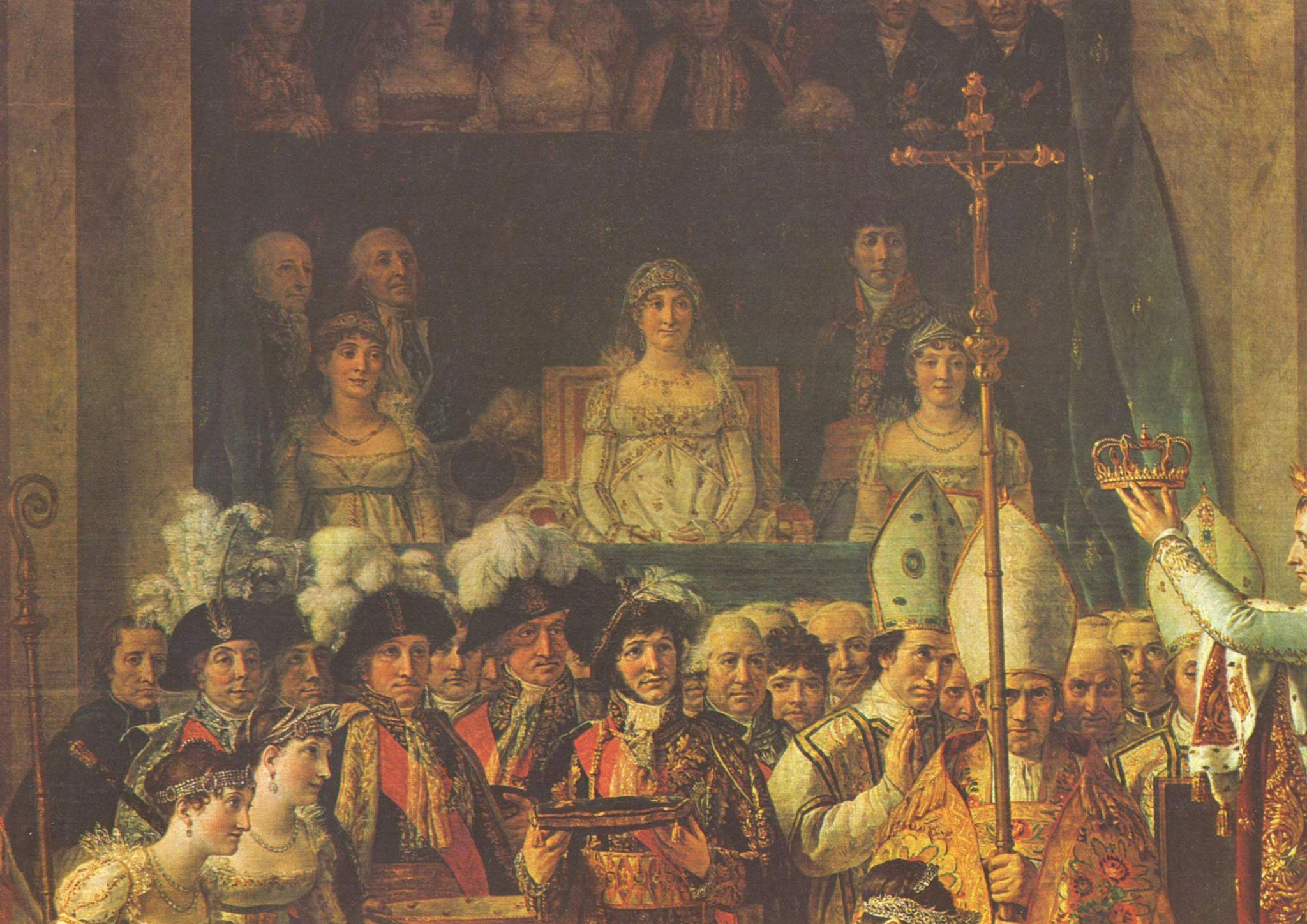
Leticia Bonaparte.

Otro testigo describe la coronación en estos términos: (extractos de Memorias de una mujer de calidad, París, 1830):

Napoleón y Josefina.

El papa bendijo a uno después del otro, y recitó los versículos y oraciones convenientes a cada objeto, las coronas del emperador y la emperatriz, la espada, los abrigos, los anillos, mientras que Sus Majestades Imperiales seguían estando sobre su pequeño trono. Hechas las bendiciones, Napoleón y Josefina regresaron de nuevo al pie del altar. La tradición de los ornamentos del emperador se hizo en el siguiente orden: el anillo, la espada, el abrigo, la mano de justicia, el cetro, la corona. El papa hizo sucesivamente el rezo sobre cada uno ellos, y aquí acabaron sus funciones, ya que la corona se colocó sobre el altar, el propio Napoleón la tomó con sus manos y la colocó sobre su cabeza; esta corona era una diadema de hojas de roble y laurel en oro; diamantes formaban los bálanos y los frutos. Hecho esto, el emperador tomó también del altar la corona destinada a la emperatriz, y lo puso sobre la cabeza de Josefina arrodillada ante él [... ] luego el emperador, sentado, con la corona sobre la cabeza, y la mano sobre los Santos Evangelios, pronunció el juramento.

El juramento en cuestión fue este:

Juro mantener la integridad del territorio de la República, respetar las leyes del Concordato y la libertad de culto; respetar y hacer respetar la igualdad de los derechos, la libertad política y civil, la irrevocabilidad de las ventas de los bienes nacionales; no aumentar ningún impuesto, no establecer ningún impuesto más que en virtud de la ley; mantener la institución de la Legión de honor; gobernar con el sólo objetivo del interés, la felicidad y la gloria del pueblo francés.

## Una obra dinástica

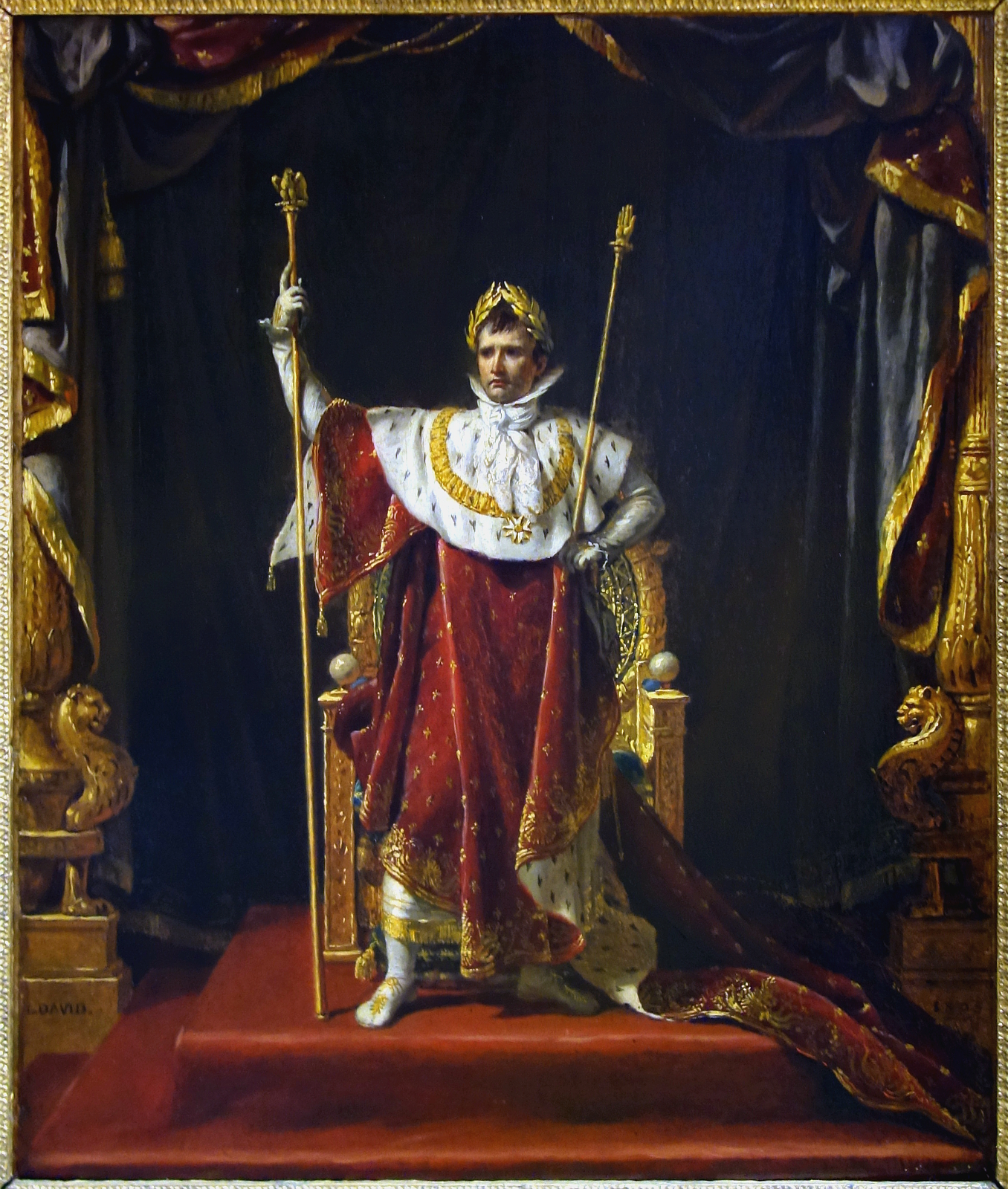
Jacques-Louis David, Napoleón en traje de consagración, 1805.

El arte se puso al servicio de la nueva dinastía napoleónica, preparando la posteridad del emperador. Se trata de una obra de encargo y el cuadro fue expuesto en el museo Napoleón (futuro museo del Louvre). 
La obra da prueba en primer lugar del interés de Napoleón en su proceso de creación: este último visitaba regularmente el taller de David para dar seguimiento la ejecución del cuadro. El Papa está representado sentado, más arriba que el emperador. Este último le vuelve la espalda. Se ha dicho que el sumo pontífice solo tiene un papel en segundo plano, pero no es así, puesto que previamente a la coronación llevó a cabo la consagración de Napoleón por medio de la unción de los Santos Óleos, dando personalmente la legitimidad espiritual al Emperador a quien, a pesar de las diferencias ulteriores, calificará más tarde de "héroe" recordando su restablecimiento de la religión católica por medio del Concordato de 1801.
La primera versión de la obra representaba al emperador coronándose a sí mismo, pero Napoleón juzgó la escena demasiado arrogante e irrespetuosa para la figura del Papa.
La convergencia de las miradas puede hacer pensar en la centralización del régimen, factible por la institución de los prefectos.
A continuación, el decorado y la pompa de los ornamentos muestran una voluntad de teatralización de la escena.
El pintor pretende mostrar la unión de los franceses en torno al Emperador. Se sabe realmente que la madre de Napoleón no había querido desplazarse en París para la ceremonia. Aun así, figura en el cuadro, en las tribunas. Es necesario recordar también que las hermanas de Napoleón se habían negado a llevar el manto de Josefina. Sin embargo la familia sirve los intereses de la dinastía dirigiendo los territorios regidos por sus miembros: Luis en los Holanda, Jerónimo en Westfalia, José en España.

## En la cultura popular
- Este cuadro es objeto de un capítulo de la obra semi-seria, semi-humorística Rubrique-à-brac Gallery. Paralelamente al documentado comentario de Marie-Ange Guillaume, Gotlib propone una divertida parodia de la obra de David.